# Charl du Plessis (Pianist)

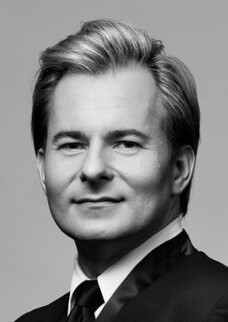
Charl du Plessis

Charl Petrus du Plessis (* 16. Februar 1977) ist ein südafrikanischer Klassik- und Jazzpianist. Er ist einer von fünf südafrikanischen Steinway-Künstlern und gewann 2017 und 2018 zwei South African Music Awards. In den letzten 25 Jahren war er Pianist des südafrikanischen Singer-Songwriters Nataniël. Er ist außerdem Gründer und Pianist des Charl du Plessis Trios, zu dem auch Werner Spies (Bass) und Peter Auret (Schlagzeug) gehören.

## Frühe Lebensjahre
Charl Petrus du Plessis wurde in Bloemfontein, Südafrika als jüngstes Kind von Charl und Helen du Plessis geboren. Er besuchte während seiner gesamten Schulzeit das Grey College in Bloemfontein. Als Kind einer nichtmusikalischen Familie war Du Plessis fasziniert vom Steinway & Sons-Klavier im Wohnzimmer der Familie, das zunächst praktisch nur Teil der Einrichtung war. Mit neun Jahren begann er mit dem Klavierunterricht. Zu seinen Klavierlehrern zählten Annaliza Swart (1986–1991), Francois Rautenbach (1991–1992), Johan Cromhout (1992–1995) und Joseph Stanford (1996–2009).
Du Plessis studierte Musik auf Bachelorniveau an der Universität Pretoria und schloss anschließend 2006 an derselben Universität einen Master in Musik mit einer Dissertation mit dem Titel Die Soloklavierwerke von Charles Camilleri (1931-) ab. Er promovierte 2009 an der Universität Pretoria in Musik mit einer Arbeit mit dem Titel Stilistische Interpretation von Christopher Norton (1953-) mit Microstyles auf Klavier als Interpretationspunkt für Improvisation. Er ist weiterhin nebenberuflich Dozent für klassisches Klavier und Jazz an der Universität Pretoria. Während seines Studiums gewann Du Plessis Preise wie den FAK-Stipendienwettbewerb der Universität Pretoria, den Dr. Oppel Greeff-Stipendienwettbewerb, den Pretorium Trust-Stipendienwettbewerb, den South African Music Scholarship Competition, den renommierten DJ Roode-Stipendienwettbewerb und den SAMRO-Stipendienwettbewerb. Du Plessis studierte auch bei bekannten Musikern, darunter György Sebök in Ernen, Schweiz, Dan Hearle und Stefan Karlsson an der University of North Texas, USA und Ulrich Koellah an der Musikhochschule Winterthur in Zürich, Schweiz.

## Karriere
Seit 1999 hat das Charl du Plessis Trio drei Alben beim Schweizer Klassiklabel Claves Records aufgenommen und nimmt jährlich am Festival Musikdorf Ernen in der Schweiz teil. Zu den bekanntesten Veranstaltungsorten, an denen Du Plessis aufgetreten ist, gehören die Royal Albert Hall, die Berliner Philharmonie, das Shanghai Oriental Arts Centre und die Elbphilharmonie in Hamburg. In Südafrika spielte er im Artscape (Kapstadt), im South African State Theatre (Pretoria) und im Sand du Plessis Theatre (Bloemfontein).
Du Plessis besucht regelmäßig Kunstfestivals in Südafrika wie Aardklop, Klein Karoo Nasionale Kunstefees, Grahamstown Art Festival und die Suidoosterfees. Außerdem tourt er regelmäßig um die Welt und hat mit verschiedenen Orchestern im In- und Ausland gespielt, darunter dem Florida Symphony Youth Orchestra, dem Johannesburg Philharmonic Orchestra und dem Cape Town Philharmonic Orchestra. Außerdem begleitete er den Sänger und Songwriter Ike Moriz auf seiner Deutschlandtournee 2023.
In einem Interview mit der Zeitschrift De Kat erzählt Du Plessis, wie er eine Karriere als Unternehmer aufgebaut hat, der jeden Aspekt seiner beruflichen Laufbahn verwaltet.

## Erfolge und Auszeichnungen
Im Jahr 2010 wurde Du Plessis der jüngste Pianist Afrikas, der Steinway-Künstler wurde.
2017 gewann Du Plessis für „Baroqueswing Vol. II“ einen South African Music Award (SAMA) als bestes klassisches Instrumentalalbum. 2018 gewann Charl den gleichen Preis für „Baroqueswing Vol. III“ in derselben Kategorie.
Am Piano Day 2017 war Du Plessis der erste Pianist überhaupt, der ein Konzert auf dem Tafelberg gab.
Das Charl du Plessis Trio gewann außerdem einen Ghoema Music Award für das beste Instrumentalalbum und einen Fiesta Award für die beste Musikproduktion.
Das Album „Piano Man“ führte mehr als siebzig Wochen in Folge die Charts des südafrikanischen Radiosenders Classic FM an.
Während des Aardklop National Arts Festival 2019 erhielt Charl drei Auszeichnungen für seine Soloshow, bei der sein erstes Soloalbum Freehand vorgestellt wurde: Beste musikgetriebene Produktion, Beste Performance – Musik und den ATKV-Aardklop Award für innovative Arbeit (nur Debüt).

## Diskographie
- Trio (2008)
- Pianoman (2009)
- Beethoven tango mit Violinistin Zanta Hofmeyr (2011)
- Shanghai brunch (2011)
- Pimp my piano (2013)
- Gershwin songbook (2015)
- Baroqueswing Vol. I (2017) (Claves)
- Baroqueswing Vol. II (2016) (Claves)
- Baroqueswing Vol. III (2018) (Claves)
- Freehand (2019)
- Imagine (2020) (Stenheim)
- It takes three (2021)